# Chiesa della Madonna delle Grazie (Foggia)
La chiesa della Madonna delle Grazie è una chiesa di Foggia.
La chiesa venne costruita nel XVIII secolo e ultimata nel 1777 per conto della congregazione di Santa Maria delle Grazie sotto il patrocinio di San Gioacchino già costituitasi nel 1746 per iniziativa di artigiani, nella maggioranza sarti. A seguito degli eventi bellici del 1943, la chiesa fu sottoposta a rifacimenti e trasformazioni, restando solo la facciata con i caratteri originali di modesto barocco.